# Steam Machines
Steam Machines — серия игровых консолей, выпущенная американской компанией Valve в 2015 году. Компьютеры серии Steam Machines работали под управлением SteamOS — основанной на Linux операционной системы — и рассматривались как специализированные устройства для компьютерных игр и других развлечений, приближенные к игровым консолям и напрямую конкурирующие с ними; Steam Machines, SteamOS и сеть цифровой дистрибуции Steam должны были составлять единую экосистему.
Различные модели Steam Machines производились различными компаниями — партнерами Valve, такими как Alienware, Gigabyte Technology, Zotac и другими.
В рамках поддержки проекта Steam Machines компания Valve также выпустила игровой контроллер Steam Controller — необычный геймпад с двумя трекпадами с обратной тактильной связью.
Серии Steam Machines не удалось добиться коммерческого успеха; к лету 2016 года было продано меньше полумиллиона устройств, и партнеры Valve вывели компьютеры из продажи либо перевели их со SteamOS на более популярную Windows.

## История

### 2011
Разговоры о том, что Valve возможно займётся работой над каким-то «железным» проектом начались в феврале 2011 года. Тогда Гейб Ньюэлл в интервью ресурсу Penny arcade ответил на вопрос о том, как он видит будущее своей компании в качестве поставщика аппаратного обеспечения:

Ну, если нам нужно будет продавать оборудование, мы будем это делать. У нас нет причин полагать, что у нас это получится, скорее мы хотим продолжать представлять миру инновации, и если единственным способом реализации таких проектов будет являться разработка и продажа оборудования напрямую, мы будем это делать. Это, конечно, не основная идея, которая нас занимает; мы бы предпочли, чтобы оборудование выпускали игроки аппаратного рынка, которые уже имеют большой опыт в производстве и распространении оборудования
Оригинальный текст (англ.)Well, if we have to sell hardware we will. We have no reason to believe we’re any good at it, it’s more we think that we need to continue to have innovation and if the only way to get these kind of projects started is by us going and developing and selling the hardware directly then that’s what we’ll do. It’s definitely not the first thought that crosses our mind; we’d rather hardware people that are good at manufacturing and distributing hardware do that.
— Гейб Ньюэлл в интервью penny-arcade.com
В начале марта появились слухи о том, что разработка совместного решения Valve и партнёров уже ведётся полным ходом, а возможный анонс можно ожидать на выставке GDC 2012 но, спустя несколько дней, представитель Valve заявил, что у компании нет никаких планов на анонс чего-то подобного в ближайшем будущем, в то же время впервые упоминается рабочее название консоли: Steam Box.
В середине апреля 2012 года компания начала поиск инженера в департамент R&D для работы над дизайном железного решения.
В июле Valve сообщила о портировании Steam-клиента и игрового движка Source на Linux.
В том же месяце, Ньюэлл раскритиковал находящуюся, на тот момент времени, в разработке операционную систему Windows 8, заявив:

Я считаю, что Windows 8 — это, своего рода, катастрофа для всех в сфере ПК. Я думаю, мы потеряем нескольких ведущих производителей компьютеров. Они уйдут с рынка. Я думаю, что многие люди потерпят убытки. Если мои предположения оправдаются, будет неплохо иметь альтернативу, чтобы отгородиться от такого хода дел.
Оригинальный текст (англ.)I think that Windows 8 is kind of a catastrophe for everybody in the PC space. I think that we’re going to lose some of the top-tier PC [original equipment manufacturers]. They’ll exit the market. I think margins are going to be destroyed for a bunch of people. If that’s true, it’s going to be a good idea to have alternatives to hedge against that eventuality.
— Гейб Ньюэлл в интервью venturebeat.com
В сентябре 2011 года один из руководителей hardware отдела Valve Джери Эллсворс (англ. Jeri Ellsworth) отметила, что приоритетной задачей для отдела сейчас является набор инженеров для работы, а прототипирование отступило на второй план (хотя внутри компании бета-тесты уже запланированы и разработано несколько прототипов). Возможное появление публичной бета-версии прототипа стоит ожидать не ранее 2013 года. Джери покидает компанию в феврале 2013 года по неизвестным причинам, чуть позже становится известно, что вместе с Джери из «железного» дивизиона было уволено порядка 25 человек, среди которых находится и Джейсон Холтман (англ. Jason Holtman) — директор по развитию бизнеса и один их главных архитекторов платформы Steam. Valve отказалась комментировать почему люди были уволены, но заверила общественность, что планы компании не поменялись, приоритеты остались теми же, ни один проект, находящийся в работе, не был отменён.
В начале ноября начался закрытый бета-тест клиента Steam для Linux, в котором (на первом этапе) участвовало 1000 пользователей. Бета-тестирование проводилось на компьютерах с операционными системами Ubuntu 12.04 и новее, а доступна была только одна игра, разработки Valve.
В декабре 2012 года в ходе Video Game Awards Гейб Ньюэлл заявил, что в будущем PC будет соперничать с консолями за звание главного развлекательного центра в домах. По мнению Ньюэлла специальным образом подготовленные персональные компьютеры успешно могут соперничать с консолями как текущего поколения: Xbox 360, PlayStation 3 и Wii, так и с консолями следующего поколения: Xbox One, PlayStation 4 и Wii U. Ньюэлл уверен, что большинство разработчиков предпочтут вести разработку под PC, чем под сторонние решения. Так он сообщил, что Valve займётся разработкой подобного персонального компьютера. Название разработки не было оглашено, но пресса и фанаты уже нарекли проект Steam Box, так как любое решение от Valve базируется на платформе Steam
Однако, уже в конце января 2013 года в ходе лекции в одном из университетов Техаса Ньюэлл вычеркивает консоли из списка соперников Steam Box, называя основным конкурентом Apple, которая занимает всё более прочные позиции в качестве домашних систем. Решение же на основе PC, по мнению Ньюэлла, покажется многим более привлекательным, так как, не меняя платформу, пользователь получает возможность расширить функционал своей системы без необходимости покупать заново уже купленный на PC контент и заводить новых друзей.
Также в начале декабря 2012 года платформа Steam обновляется, добавляя новое решение под названием Steam Big Picture (сервис был анонсирован в феврале 2011 года и был запущен в виде беты в сентябре 2012 года), позволяющее работать клиенту Steam в полноэкранном режиме и управлять им при помощи геймпада, предоставляя полное управление библиотекой игр. Данное обновление было расценено игровой общественностью как подготовка Valve к выходу на рынок приставок.
Ньюэлл сказал, что ожидает начала работ сторонних производителей аппаратного обеспечения по разработке решений на базе ПК, работающего в связке со Steam, для замещения игровых приставок и унификации понятия мультимедийного центра. Ньюэлл предупредил, что разработка от Valve не будет настолько открытой или настолько настраиваемой, как может быть обыкновенный ПК:

Нет, конечно, наше «железо» будет очень контролируемой средой. Если вам нужно больше гибкости, вы всегда можете купить ПК с более общими задачами. Для желающих же, чтобы всё работало «из коробки», оно станет тем, что некоторые люди действительно захотят для своих гостиных.
ПК славен тем, что множество разных людей могут опробовать разные решения, и для покупателей всегда найдётся то, что по их мнению работает наилучшим образом
Оригинальный текст (англ.)Well certainly our hardware will be a very controlled environment. If you want more flexibility, you can always buy a more general purpose PC. For people who want a more turnkey solution, that's what some people are really gonna want for their living room.
The nice thing about a PC is a lot of different people can try out different solutions, and customers can find the ones that work best for them.
— Гейб Ньюэлл в интервью kotaku.com

### 2013
В конце 2012 года появляется информация о том, что Steam Box с большой долей вероятности будет работать под управлением Linux (для некоторых игр, распространяемых через Steam, уже появились системные требования для Linux-систем) и будет официально анонсирован в 2013 году (информация о дате анонса Steam Box позже опровергнута представителем Valve).

#### Выставка CES 2013
9 января 2013 года на выставке CES 2013 представлено решение, разработанное Valve и производителем компьютеров Xi3. Продукт представляет собой небольшую коробку, которая по словам производителя «по размеру не больше грейпфрута», и ясно даёт понять, что соперничать оно будет именно с приставками, а не с персональными компьютерами. Кодовое название решения — Piston, финальное название ещё не было выбрано. Piston специально оптимизирован для работы со Steam и использования Steam Big Picture технологии. В ходе выставки Piston демонстрируется на стенде Valve, но производитель отказывается сообщать технические характеристики приставки. Возможно это связано с тем, что Piston всё ещё находится на стадии подготовки к запуску. Известно только, что объём хранилища данных может достигать 1Тб и некоторые параметры, такие как: объём оперативной памяти и процессор могут подвергаться апгрейду по желанию пользователя. Стоит заметить, что на представленных изображениях консоли не было логотипа Valve, а представлен только логотип Xi3. Известно, что проект финансировался Valve, но реализовывался Xi3, комментарии по поводу степени участия Valve в проекте представители обеих компаний дать отказались. Можно предположить, что решение от Xi3 не является проектом Valve, получившем название Steam Box, так как Даг Ломбарди заявил, что компания привезла на выставку несколько прототипов железа для демонстрации производителям компьютеров и софта для них, а более подробная информация будет доступна в течение ближайших месяцев.
В марте 2013 года Ломбарди заявляет, что, хотя Valve и работала с Xi3 над проектом Piston, сейчас уже не вовлечена в него никаким образом. В ответ на это заявление представитель Xi3 рассказал о том, что Piston специально разрабатывался по заказу Valve и для Valve, но по личной просьбе Ньюэлла Xi3 не раскрывали эту информацию на CES 2013.
Piston будет работать под управлением операционной системы от Microsoft и компания начинает принимать предзаказы на него уже в начале марта 2013 года. В начале октября 2013 года объявлено, что компания Xi3 работает над разработкой специального контроллера для Piston.
Позднее, компания Xi3 заявила, что никогда не называла PISTON Console как Steam box, тем более, что Steam Box — термин, придуманный журналистами, а не Valve.
Другие представленные на выставке прототипы являлись компьютерами от Alienware и Digital Storm в различных форм-факторах для возможности формирования впечатления о приставке, работающей под управлением Steam: миниатюрные с абсолютно разным внешним видом.
В ходе этой же выставки в эксклюзивном интервью для ресурса The Verge Гейб Ньюэлл рассказал, что разработка Valve будет работать под управлением Linux. В ходе интервью сам Ньюэлл называет приставку Steam Box. В планах компании Steam Box будет работать в качестве сервера, позволяющего работать с несколькими телевизорами и геймпадами независимо друг от друга. Предполагается наличие трёх конфигураций Steam Box (внутреннее название консоли Бигфут): хорошая, получше и наилучшая. Ориентировочная цена: 99$, 300$ и не ограничена соответственно.
Необходимо заметить, что в январе 2013 года Valve уже разрешает кастомизацию Steam Box, ограничивая возможности апгрейда лишь воображением пользователя, разрешено будет даже установить операционную систему Windows, если пользователь этого захочет. Внутри Steam пользователям будет разрешено создавать собственные магазины, сортируя игры по определенным параметрам, например, только все игры от компании Sony.
В ходе LinuxCon 2013 в сентябре 2013 Ньюэлл заявил, что его компания сделала всё в направлении создания софта для того, чтобы всеми любимый ПК стал работать в качестве единой развлекательной системы для дома, следующим шагом остаётся решить проблемы «железные» (проблемы температуры, устройств ввода, звука) и через неделю Valve выдаст дополнительную информацию об этой части своей работы. Решение, про которое говорил Ньюэлл, будет работать под управлением Linux.
23 сентября 2013 Valve анонсирует SteamOS — собственную операционную систему, созданную на основе Linux при участии специалистов из Nvidia. Система будет распространяться бесплатно в качестве ОС для домашних систем на основе PC. Общедоступная версия системы становится доступна для скачивания 13 декабря 2013 года.
25 сентября 2013 Valve анонсирует Steam Machines — компьютеры, работающие под управлением SteamOS. Среди Steam Machines будут как собственные решения компании, так и разработки сторонних производителей. Любой желающий может поучаствовать в бета-тестировании Steam Machines, для этого достаточно подать заявку на специально созданной странице. Всего вовне для бета-тестирования будет отдано 300 Steam Machines.
27 сентября 2013 Valve анонсирует Steam Controller — контроллер, позволяющий взаимодействовать со Steam Machines. Контроллер оснащён сенсорным экраном, вместо привычных для игровых контроллеров джойстиков в Steam Controller представлены кликабельные тачпады. Steam Controller создан таким образом, что его возможно использовать с любой игрой из существующего каталога Steam, игры воспринимают его как клавиатуру и мышь одновременно. Такой же контроллер поставляется в комплекте Steam Machines для бета-тестирования. Valve выкладывает видео-демонстрацию работы контроллера на свой канал YouTube в первой половине октября 2013 года. Разработчики, которым была предоставлена возможность попробовать контроллер в действии, отмечают его повышенную отзывчивость, что только положительно должно сказаться на управлении и игровом процессе. Valve отдельно отметила, что производством Steam Controller компания будет заниматься сама. Компания также не постеснялась поделиться изображениями промежуточных версий своего контроллера того времени, когда тот ещё находился на стадии моделирования. На тот момент он представлял собой соединённые изолентой компоненты от разных других уже существующих контроллеров (например, Razer Hydra). В итоге и представленный вариант не нашёл поддержки у игроков, поэтому Valve пришлось обновить дизайн контроллера на более привычный для игроков на приставках (поступление в продажу ожидается в октябре-ноябре 2014 года).
В бета-версии клиента Steam от середины октября 2013 года уже были обнаружены следы подготовки клиента к поддержке SteamOS (обнаружена возможность подключения различных источников сигнала).
В начале ноября 2013 года Valve сообщает, что своими планами о запуске Steam Machines в продажу компания поделится в ходе выставки CES-2014. Окончательный внешний вид решения будет продемонстрирован в январе 2014 года, а по текущему плану поступить в продажу Steam Machines должны в середине 2014 года.
Журналисты, которым удалось поработать с прототипом Steam Machines отметили небольшой размер решения (чуть больше по размерам чем Xbox 360), тихую работу, непривычность осуществления управления новым контроллером для тех, кто привык к мыши/клавиатуре и/или геймпадам существующих приставок.

#### Бета-версия Steam Machines
В конце сентября 2013 года Valve объявляет о публичном тестировании Steam Machines. Начинается приём заявок от всех желающих, среди которых будут выбраны 300 человек, им будет предоставлен прототип Steam Machine в комплекте со Steam Controller. В начале октября 2013 года компания публикует технические характеристики прототипов:
- GPU: на основе NVidia Titan, или GTX780, или GTX760, или GTX660;
- CPU: на основе Intel : i7-4770, или i5-4570, или i3;
- RAM: 16GB DDR3-1600 (CPU), 3GB GDDR5 (GPU);
- Жесткий диск: 1TB/8GB гибрид SSHD;
- Питание: Internal 450w 80Plus Gold

Присутствие в спецификациях графических решений от NVidia породило слухи об эксклюзивности решения для Steam Machines, но Valve опровергла их, заявив, что Steam Machines будут использовать решения, выполненные с использованием GPU не только производства NVidia, но и AMD, и Intel. Внешний вид прототипа Steam Machines, которые будут отправляться бета-тестерам, становится доступным в начале ноября 2013 года. Valve заявляет, что прототип Steam Machines не является заменой типичному игровому персональному компьютеру (PC), и, хотя в настоящее время поддерживается веб-браузер, но отсутствуют прочие вспомогательные программы, такие как в операционных системах семейства Windows, например, программы просмотра файлов.
11 декабря объявлена дата поставки бета-версий Steam Machines — 13 декабря 2013 года

### 2014
Наработки сторонних производителей были показаны на выставке CES 2014 и E3 2014. Сама же Valve в конце мая 2014 года сообщила, что собственные Steam Machines компании не появятся в 2014 году, как планировалось раньше, а поступят в продажу только в 2015 году. В середине июня 2014 года компания CyberPower PC анонсирует свою версию Steam Machines под названием Syber, работающей под управлением Windows 8.1, и имеющая возможность работать и под управлением Steam OS. В это же время подобное решение анонсируется и компанией Alienware — готовый к установке Steam OS, но поставляемый с операционной системой Windows и геймпадом Xbox 360 компьютер.
Во второй половине июля 2014 года появилась новая версия контроллера Steam Controller. Отличием от предыдущей версии стало появление джойстика в левой части контроллера, он заменил 4 кнопки со стрелками, которые там раньше находились.

#### Выставка CES 2014
7 января 2014 года на выставке CES 2014 были названы 13 моделей Steam Machine от аппаратных партнёров Valve (12 прототипов показано на выставке). Стоимость консолей варьируется в зависимости от их характеристик: от 500$ (CyberPowerPC — Steam Machine A и iBuyPower) до 6000$ (Falcon Northwest — Tiki).
Список моделей Steam Machine:
- CyberPowerPC (варианты: Steam Machine A и Steam Machine I)[63]
- Alienware[64]
- Alternate[англ.][65]
- Digital Storm[англ.] — Bolt II[66]
- Gigabyte — Brix Pro[67][68]
- Falcon Northwest[англ.] — Tiki[69]
- iBuyPower — SBX Steam Machine[70] (варианты: Gordon и Freeman[71])
- Materiel.net[72]
- Origin PC[англ.] — Chronos[73]
- Next — Spa
- Scan — NC10[74][75]
- Webhallen[76]
- Zotac — ZBOX Steam Machine[77]

Xi3 Piston же не является Steam Machine, так как на данной платформе можно играть не только в Steam игры. Интересно, что некоторые из вариантов Steam Machines будут поддерживать мультизагрузку с операционной системой Windows.
Так же Valve публикует брошюру со списком официальных производителей Steam Machines, спецификациями и ценами, и проморолик. Сама же компания пока не анонсирует свой вариант Steam Machines, но вероятность его появления в будущем есть.
Журналисты, попробовавшие Steam Machines в действии, остались со смешанными впечатлениями: Steam Controller показался некоторым слишком сложным для перехода и для тех, кто будет переходить с обычного геймпада на него, и для тех, кто будет переходить с клавиатуры и мыши. Steam OS и игры ещё не до конца оптимизированы/доработаны для подобных решений, стоит ждать финальных версий, когда мелкие и не очень огрехи будут убраны как из самой операционной системы, так и из игр, работающих под её управлением.
Несмотря на наличие очень дорогих версий Steam Machines производители заявляют, что их продажа практически не будет приносить прибыль.

#### Выставка E3 2014
В ходе выставки E3 2014 продемонстрирована концепция карманной версии Steam Machines — SteamBoy. Разработчиком консоли является независимая студия, не связанная с Valve. Выпуск конечного продукта запланирован на 2016 год, первая версия консоли позволит играть в большинство игр Steam.

### Конференция Steam Dev Days
В первой половине октября 2013 года Valve объявила о своей конференции Steam Dev Days, мероприятие пройдёт с 15 по 16 января 2014 года в Сиэтле. Разработчикам впервые предоставят возможность увидеть Steam Machines, SteamOS и Steam Controller, пообщаться с командой, отвечающей за разработку платформы Steam. Ещё до объявления списка других участников конференции Valve заявила, что мероприятие является закрытым и только для разработчиков, то есть прессе участие в Steam Dev Days запрещено. На конференции ожидаются выступления представителей Nvidia, AMD, разработчиков Oculus Rift. В середине ноября 2013 года Valve сообщила, что самые большие и формальные выступления будут записаны в выложены для общего доступа, но более мелкие/технические слёты будут проходить исключительно за закрытыми дверями. Позже Valve объявляется, что в ходе конференции будет продемонстрирован прототип шлема виртуальной реальности и будет проведено несколько сессий, посвященных виртуальной реальности и поддержке последней Steam (бета-версия клиента Steam с поддержкой виртуальной реальности выпущена в середине марта 2014 года).
В ходе Steam Dev Days студией были озвучены следующие планы:
- SteamOS будет предлагать не только игровой контент, но и музыкальный, и видео. Соответствующие доработки будут сделаны в системе до поступления в продажу первых Steam Machines[90];
- SteamOS предложит отдельный плеер, позволяющий проигрывать музыку с компьютера пользователя и легко осуществлять управлением проигрывателем без выхода из игры и необходимостью переключаться между приложениями. Бета-тестирование плеера началось в начале февраля 2014 года[91].

11 февраля 2014 года Valve выкладывает в общий доступ видео-записи и все презентации сессий, которые были проведены в ходе Steam Dev Days.

### 2015
Причинами, по которым Valve отложила официальный выпуск Steam Machines на 2015 год были: возникшие сложности с контроллером, недостаточная скорость развития SteamOS (проблемы реализации поддержки wi-fi, не-NVidia графических карт и т. д.). Данная задержка привела к ситуации, в которой партнёры Valve (например, AlienWare) уже анонсировали конкретные решения, но Valve запрещает распространять эти решения под брендом Steam Machines, так как они не работают под управлением SteamOS и не поддерживают Steam Controller, а созданные решения нужно реализовывать. Так, например, решение от AlienWare, которое позиционировалось как одна из самых мощных Steam Machine, в итоге поступило в продажу в виде Windows компьютера, поддерживающего работу с контроллером Xbox 360. По тому же пути пошли и другие партнёры — они выпустили компьютеры под управлением Windows не дожидаясь Valve. Игровые ресурсы в середине января высказали мнение о том, что возможно выпускать Steam Machines в 2015 году будет несколько поздно — цены на консоли упали, некоторые партнёры приняли решение больше не работать над Steam Machines.

#### Выставка CES 2015
В ходе выставки Valve не показала ничего нового, но появилась информация, что игровой контроллер, который создаёт компания, практически готов и будет показан в марте 2015 года в ходе выставки GDC. На этой же выставке ожидаются дополнительные анонсы от Valve.
Представитель компании Origin PC в интервью ресурсу GameSpot рассказал, что концепция персонального компьютера под маркой Steam Machines практически умерла, так как ничего нового по своей сути она из себя не представляет — просто другое название медиацентра, который подстроен на основе PC, для дома. В то же время представитель Valve сообщил, что Steam Machines будут широко представлены на выставке GDC в марте 2015 года.

## Критика
Игровые журналисты положительно восприняли анонс Steam Machines, заметив, что теперь в очень сложном положении оказываются производители классических приставок: Microsoft, Sony и Nintendo, которые теперь должны озаботиться наличием нового игрока на рынке, имеющего обширное и лояльное игровое сообщество вокруг платформы Steam OS. В качестве небольшого преимущества консолей называется возможность приобретать игры на физических носителях, в то время как Steam предоставляет доступ только посредством сети интернет, что может стать для некоторых потенциальных покупателей стоп-фактором. Ньюэлл же положительно располагает к себе игровое сообщество, поддерживая такие проекты, как Kickstarter, позволяющие игрокам самим выбирать игры, за которые они хотят заплатить свои деньги. Быстро меняющаяся ситуация в игровом мире и в способах финансирования проектов в нём позволят появиться множеству необычных и смелых игр, распространение которых поддерживает «Steam», но не поддерживают прочие разработчики и консоли.